# Iglesia Presbiteriana de Panamá
La Iglesia Presbiteriana de Panamá (IPP) es una denominación protestante Reformada, fundada en el Panamá en 2011, por el misionero Gilberto Botelho, enviado por la Agencia Presbiteriana de Misiones Transculturales de la Iglesia Presbiteriana de Brasil. A partir de su crecimiento, la denominación fue reconocida por el gobierno de Panamá en 2022.

## Historia
En 1698, unos 1.200 escoceses se establecieron en la región del Darién, en Panamá (entonces dentro del Virreinato del Perú, con el objetivo de establecer una nueva colonia británica que se llamaría Nueva Caledonia. Entre los colonos había miembros de la Iglesia de Escocia (una denominación presbiteriana), que envió pastores para atender a los miembros de la colonia. Esta fue la primera presencia presbiteriana en el territorio que luego se convertiría en el Panamá. Sin embargo, la colonia dejó de existir en 1700, lo que provocó la salida de todos los presbiterianos escoceses de la región.
En 1916 se llevó a cabo el Congreso de Panamá, evento ecuménico que estableció que América Latina ya era una región cristiana (católica) y no debía ser objeto de misiones protestantes. Como resultado, muchas denominaciones presbiterianas no enviaron misiones a Panamá hasta el siglo XXI.
En 2011, la Agencia Presbiteriana de Misiones Transculturales de la Iglesia Presbiteriana de Brasil envió al misionero Gilberto Botelho, junto con su esposa Cristiane y sus hijos, a Ciudad de Panamá, para iniciar la siembra de una iglesia presbiteriana. Del crecimiento de la iglesia, otros misioneros fueron enviados al país, entre ellos el Rev. Raimundo Monteiro Montenegro Neto, Rev. Paulo César Duarte de Oliveira, Joaquim Ivanil Rodrigues dos Santos, Rev. Alexandre Augusto de Oliveira y el Rev. Luiz Otávio N. Gomes (yá no está en Panamá), entre otros.
En 2022, la denominación fue formalmente organizada y reconocida por el gobierno de Panamá.
El 15 de diciembre de 2024 fueron ordenados los primeros 3 ancianos (presbíteros) panameños. Este año la primera iglesia presbiteriana del país contó con 43 miembros.

## Doctrina
Como resultado de la misión de la Iglesia Presbiteriana de Brasil la Iglesia Presbiteriana de Panamá es también una iglesia conservadora y confesional. La iglesia no admite ordenación de mujeres, y solo los miembros varones pueden servir como ministros, ancianos o diáconos. La Iglesia se suscribe a la Confesión de Fe de Westminster, el Catecismo Mayor de Westminster, el Catecismo Menor de Westminster y el Credo de los Apóstoles.